# 景賢里

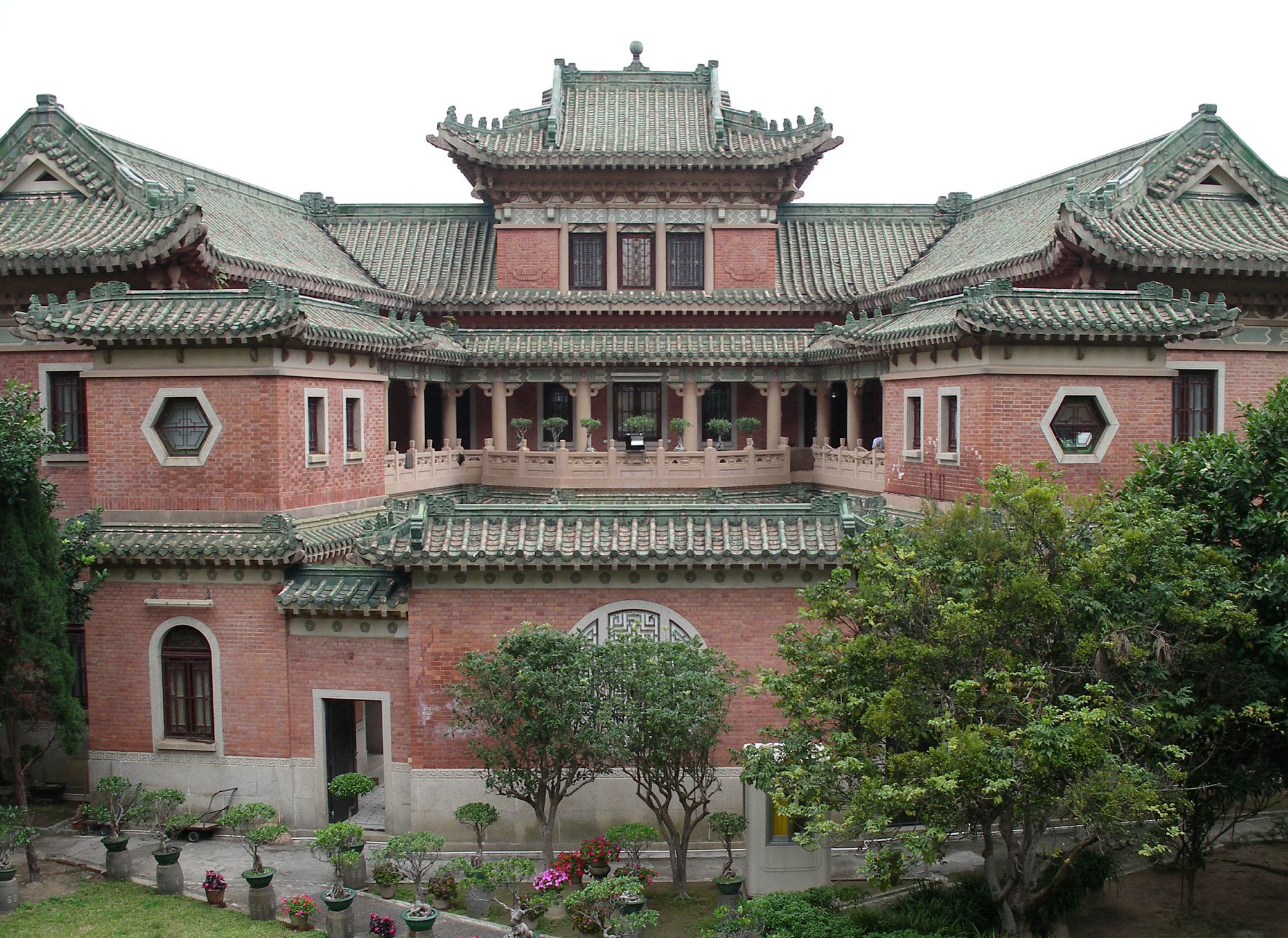
景賢里

景賢里（けいけんり）は香港香港島にある豪邸である。1937年に竣工し、東西建築の特徴をミックスさせ、華南地域の保存状態最もよい1930年代の住宅である。
景賢里最初のオーナーは商人李寶椿だったが、1978年に邱子文親子に売却され、「景賢里」と改名した。景賢里に2008年1月25日に香港法定古蹟に登録され、2011年に一般公開したこともあった。